# Chen Ning Yang
Chen Ning Franklin Yang (chiń. upr. 杨振宁; chiń. trad. 楊振寧; pinyin Yáng Zhènníng; ur. 1 października 1922 w Hefei) – amerykański fizyk pochodzenia chińskiego, noblista.

## Życiorys
Dzieciństwo spędził w Pekinie, a następnie w Kunmingu, studia ukończył na Uniwersytet Tsinghua. W 1946 roku  wyjechał, w ramach współpracy międzyuczelnianej, do Chicago. Tytuł doktora uzyskał pod opieką Edwarda Tellera, po czym został asystentem Enrica Fermiego. Wraz z Robertem Millsem opracował teorię dotyczącą fizyki cząstek elementarnych, znaną obecnie jako pole Yanga-Millsa. Na tej koncepcji opiera się model standardowy.
W 1957 roku (w wieku 35 lat) został laureatem Nagrody Nobla w dziedzinie fizyki wraz z Tsung-Dao Lee za teorię zakładającą, że oddziaływania słabe pomiędzy cząstkami elementarnymi nie zachowują symetrii parzystości. Doszli oni do takiego wniosku po bardzo szczegółowej analizie dostępnych ówcześnie danych eksperymentalnych, które nie gwarantowały zachowania tej symetrii. Jednocześnie zaproponowali odpowiednie eksperymenty, które mogłyby potwierdzić łamanie tej symetrii. Wkrótce doświadczenia takie zostały wykonane przez zespoły Leona Ledermana z Columbia University (późniejszego laureata Nagrody Nobla z odkrycie neutrina mionowego) oraz przez Chien-Shiung Wu we współpracy z National Bureau of Standards.
27 marca 1974 roku senat Uniwersytetu Wrocławskiego przyznał mu tytuł Doctor honoris causa. Uroczysta promocja odbyła się 13 maja 1974 roku.